# Rivière Kenny
Pour les articles homonymes, voir Kenny.
La Rivière Kenny est un affluent de la rivière Jean-Venne, coulant dans les municipalités de Entrelacs et de Chertsey, dans la municipalité régionale de comté (MRC) de Matawinie, dans la région administrative de Lanaudière, au Québec, au Canada.
Le cours de la rivière traverse les Lac Beauregard, Délia et Poudrier.

## Géographie
La Rivière Kenny prend sa source à l'embouchure du lac Héroux (longueur : 0,3 km ; altitude : 435 m).
L'embouchure de ce lac est situé au sud du lac, soit à 0,2 km au sud-est de la limite de la municipalité de Notre-Dame-de-la-Merci, à 5,4 km au nord du centre du village de Entrelacs et à 5,5 km au nord-ouest de la confluence de sa confluence.
À partir de l'embouchure du lac Héroux, la Rivière Kenny coule sur 6,4 km, selon les segments suivants : 
- 1,1 km vers le sud dans Entrelacs, jusqu'à la rive nord du lac Beauregard ;
- 1,6 km vers le sud-est, en traversant le lac Beauregard (longueur : 0,8 km ; altitude : 372 m) et le lac Délia (longueur : 0,5 km ; altitude : 368 m) jusqu'à la limite de Chertsey ;
- 1,9 km vers le sud-est dans Chertsey, jusqu'au lac Charron, lequel reçoit les eaux de la décharge (venant du nord-est) des lacs Paré, Grigg et Manahan ;
- 1,8 km vers le sud-est, jusqu'à la confluence de la rivière[2].

La rivière Kenny se déverse sur la rive nord de la rivière Jean-Venne laquelle descend généralement vers le sud-est jusqu'à la rive ouest de la rivière Ouareau. Cette dernière coule vers le sud pour se déverser sur la rive nord de la rivière L'Assomption. La confluence de la rivière Kenny est située à :
- 0,5 km au nord de la route 125 ;
- 4,9 km au nord-est du centre du village de Entrelacs.

## Toponymie
Le toponyme rivière Kenny a été officialisé le 5 décembre 1968 à la Commission de toponymie du Québec.